# ان‌جی‌سی ۷۳۰۲
ان‌جی‌سی ۷۳۰۲ (انگلیسی: NGC 7302) نام یک کهکشان عدسی در صورت فلکی دلو است.